# Cryptothelea vaulogeri
Cryptothelea vaulogeri är en fjärilsart som beskrevs av Franciscus J.M. Heylaerts 1906. Cryptothelea vaulogeri ingår i släktet Cryptothelea och familjen säckspinnare. Inga underarter finns listade i Catalogue of Life.